# Francesco Baldini
Francesco Baldini (Massa, 14 marzo 1974) è un allenatore di calcio ed ex calciatore italiano, di ruolo difensore.

## Carriera

### Giocatore

#### Club

##### Gli inizi e l'esperienza juventina
Difensore centrale cresciuto nelle giovanili della Lucchese, fa il suo esordio in prima squadra nel campionato 1991-1992, con Marcello Lippi, in Serie B. Nella stagione successiva il nuovo allenatore Corrado Orrico lo esclude dal giro della prima squadra; vi rientra quando sulla panchina toscana arriva Franco Scoglio, e disputa 17 partite tra i cadetti.

Un giovane Baldini alla Lucchese nel 1994

Nel 1993 viene acquistato dalla Juventus per 3 miliardi di lire, nell'ambito di una politica di ringiovanimento della formazione bianconera. Giovanni Trapattoni lo fa esordire in serie A il 2 gennaio 1994 in Udinese-Juventus (0-3), e in quella stagione colleziona in tutto 2 presenze nella massima serie; con la formazione Primavera, inoltre, vince il Torneo di Viareggio, battendo in finale la Fiorentina. Negli anni successivi i bianconeri decidono di farlo tornare in prestito alla Lucchese, con cui disputa un campionato cadetto da titolare, e nella stagione 1995-1996 ritorna in Serie A: è il Napoli ad acquistarlo, sempre in prestito.

##### La lunga avventura napoletana
A Napoli si afferma stabilmente titolare nella massima serie, raggiungendo la finale di Coppa Italia persa contro il Vicenza, fino a diventare, dopo la partenza di Ayala, il capitano della squadra a partire dalla stagione 1998-1999. Nello stesso periodo, tuttavia, inizia ad accusare problemi ai legamenti del ginocchio, che lo porteranno a un lungo stop nella stagione 1999-2000, conclusa con la promozione in Serie A.
Nel corso della stagione 2000-2001 ritrova il posto da titolare, tuttavia subisce pesanti contestazioni da parte dei tifosi a causa dei risultati negativi della squadra, che a fine campionato retrocede in Serie B. A causa di questi problemi e di dissapori all'interno dello spogliatoio viene sostituito nel ruolo di capitano da Oscar Magoni, e in agosto si trasferisce in prestito alla Reggina, anch'essa appena retrocessa in Serie B.
Nell'anno in maglia amaranto ottiene la promozione in Serie A, agli ordini di Franco Colomba, a spese proprio del Napoli; Baldini disputa solamente 9 partite, anche a causa di un'infezione. A fine stagione torna al Napoli, dove ritrova Colomba: a causa delle difficoltà della squadra in campionato e del suo ruolo di capitano, subisce una nuova pesante aggressione. A fine stagione, conquistata la salvezza nel campionato cadetto, lascia definitivamente il Napoli per trasferirsi al Genoa, in uno scambio che porta Mario Cvitanović sotto il Vesuvio.

##### Gli ultimi anni
Coi rossoblù rimane per tre stagioni, ottenendo nel 2005 un'altra promozione in serie A. Lo scandalo dell'illecito commesso da Enrico Preziosi fa però retrocedere il Genoa in Serie C1, e Baldini rimane con i Grifoni, indossando anche la fascia di capitano dopo la cessione di Giovanni Tedesco. Anche a Genova viene duramente contestato dai tifosi tuttavia a fine stagione può festeggiare la promozione in Serie B. Nell'estate 2006 si trasferisce in prestito al Perugia, sempre in Serie C1, prima di accettare un anno dopo l'offerta del Lugano in Svizzera, dove gioca un campionato.
Il 24 ottobre 2008 firma con il San Marino, in Lega Pro Seconda Divisione. Rimane in forza ai Titani per due stagioni, ottenendo una salvezza ai play-out; nel 2010, dopo aver lasciato la squadra passa allo Juvenes/Dogana, formazione del campionato sammarinese con cui conquista una Coppa Titano prima di concludere la carriera a 37 anni.

#### Nazionale
Ha fatto parte della rappresentativa olimpica che ha partecipato ai Giochi del Mediterraneo del 1993, senza mai scendere in campo nelle quattro gare giocate dagli Azzurrini.

### Allenatore

#### Gli inizi
Nella stagione 2011-2012 inizia la carriera di allenatore con gli allievi nazionali del Bologna, e il 30 giugno 2012 passa alla guida della squadra Primavera.
Dal 1º luglio 2014 allena il Sestri Levante in Serie D. Con i liguri chiude il girone A al secondo posto con 78 punti e vince i play-off nazionali battendo per 1-0 il Monopoli nella finale di Foligno.
Il 6 giugno 2015 il presidente della Lucchese Andrea Bacci annuncia Baldini quale nuovo allenatore della squadra toscana; tuttavia il successivo 27 ottobre risolve consensualmente il contratto che lo legava al club toscano, dopo aver collezionato solo 5 punti nelle prime otto giornate di campionato. Il 23 febbraio 2016 viene richiamato alla guida della squadra, al posto dell'esonerato Giovanni Lopez; il successivo 6 marzo, dopo un diverbio con il preparatore dei portieri Enzo Biato, rassegna le dimissioni.
Nella stagione 2016-2017 guida l'Imolese nel campionato di Serie D, ottenendo il secondo posto in classifica, che tuttavia non gli vale la riconferma per l'annata successiva a causa di sopravvenuti dissidi con la società.
Torna quindi nel calcio giovanile, prendendo in mano nella stagione 2017-2018 la squadra Under-17 della Roma, che porta alle vittorie di campionato e supercoppa di categoria. Nell'estate seguente torna dopo 24 anni alla Juventus, chiamato alla guida della squadra Primavera per la stagione 2018-2019, non riuscendo tuttavia a raggiungere l'obiettivo dei play-off scudetto e lasciando i bianconeri al termine della stessa.

#### Trapani e Catania
L'11 luglio 2019, Baldini torna sulla panchina di una prima squadra, quella del Trapani neopromosso in Serie B; tuttavia, l'esperienza siciliana si rivela molto breve, venendo esonerato il successivo 17 dicembre, a seguito della sconfitta casalinga contro il Pisa e con la squadra al penultimo posto in classifica.
Nel settembre 2020, Baldini ottiene la licenza UEFA Pro, che gli fornisce l'abilitazione come Allenatore Professionista di Prima Categoria. Il 19 marzo 2021 viene nominato tecnico del Catania, in Serie C, sostituendo l'esonerato Giuseppe Raffaele. Piazzatisi al sesto posto nel girone C, gli etnei verranno però eliminati al primo turno dei play-off, per mano del Foggia. Confermato alla guida dei rossazzurri per la stagione seguente, Baldini rimane però presto colpito, così come tutto il resto della squadra, dalle conseguenze del progressivo peggioramento delle condizioni finanziarie della società, che viene dichiarata fallita il 22 dicembre dello stesso anno. Anche in virtù dell'autorizzazione dell'esercizio provvisorio, Baldini continua a guidare gli etnei, che nel corso del girone di ritorno si stabiliscono a metà classifica; tuttavia, il 9 aprile 2022 il Catania viene definitivamente escluso dal campionato, in seguito all'esito negativo di ogni trattativa per il passaggio di proprietà.

#### Vicenza, Perugia e Trento
Rimasto svincolato, tre giorni dopo Baldini si accorda col Vicenza, in Serie B, subentrando a Cristian Brocchi. Sedutosi in panchina con la squadra berica terzultima in classifica, nelle ultime quattro giornate della stagione regolare, mettendo insieme una sconfitta e tre vittorie consecutive, riesce a raggiungere il quartultimo posto, evitando la retrocessione diretta e accedendo ai play-out: qui non riesce tuttavia a scampare al declassamento dopo la sconfitta nel doppio confronto per mano del Cosenza. Viene inizialmente confermato sulla panchina dei berici anche per la stagione successiva, in Serie C; tuttavia viene esonerato il 7 novembre dello stesso anno, con la squadra relegata a metà classifica.
Il 17 luglio 2023 diventa l'allenatore del Perugia, neoretrocesso in Serie C, tornando così in biancorosso dopo i trascorsi agonistici della stagione 2006-2007. Viene esonerato il 19 dicembre dello stesso anno, dopo la sconfitta nel derby dell'Etruria sul campo dell'Arezzo, con la squadra al quinto posto della classifica con 30 punti raccolti in 18 partite.
Il 12 febbraio 2024, viene ufficializzato come nuovo allenatore del Trento, sempre in terza serie. Conclude la stagione regolare al decimo posto, qualificandosi per i play-off, dove viene eliminato dall'Atalanta U23 al primo turno. Lascia il club trentino al termine della stagione, anche in seguito a disaccordi con la dirigenza.

#### Lecco e SPAL
Il 1º luglio 2024, viene annunciato il suo ingaggio come nuovo tecnico del Lecco, neoretrocesso in Serie C. Il 28 ottobre seguente viene sostituito da Gennaro Volpe con la squadra undicesima in classifica.
Il 4 febbraio 2025 viene nominato nuovo tecnico della SPAL, in quel momento 16º in Serie C, con cui sigla un accordo di 18 mesi, valido fino al 30 giugno 2026. Termina la stagione regolare al 17º posto e ottiene la salvezza battendo ai play-out il Milan Futuro. Nell'estate, causa la mancata iscrizione del club in Serie C con la conseguente esclusione dai campionati professionistici, rimane svincolato.
Il 5 agosto 2025 dopo un accordo con la nuova proprietà del Rimini per solo 12 ore assume la guida tecnica della  società romagnola pe poi rinunciare.

## Statistiche

### Presenze e reti nei club
| Stagione        | Squadra         | Campionato      | Campionato | Campionato | Coppe nazionali | Coppe nazionali | Coppe nazionali | Coppe continentali | Coppe continentali | Coppe continentali | Totale | Totale |
| Stagione        | Squadra         | Comp            | Pres       | Reti       | Comp            | Pres            | Reti            | Comp               | Pres               | Reti               | Pres   | Reti   |
| --------------- | --------------- | --------------- | ---------- | ---------- | --------------- | --------------- | --------------- | ------------------ | ------------------ | ------------------ | ------ | ------ |
| 1991-1992       | Lucchese        | B               | 2          | 0          | CI              | 0               | 0               | -                  | -                  | -                  | 2      | 0      |
| 1992-1993       | Lucchese        | B               | 17         | 0          | CI              | 0               | 0               | -                  | -                  | -                  | 17     | 0      |
| 1993-1994       | Juventus        | A               | 3          | 0          | CI              | 0               | 0               | CU                 | 1                  | 0                  | 4      | 0      |
| 1994-1995       | Lucchese        | B               | 32         | 0          | CI              | 1               | 0               | -                  | -                  | -                  | 33     | 0      |
| Totale Lucchese | Totale Lucchese | Totale Lucchese | 51         | 0          |                 | 1               | 0               |                    |                    |                    | 52     | 0      |
| 1995-1996       | Napoli          | A               | 27         | 0          | CI              | 0               | 0               | -                  | -                  | -                  | 27     | 0      |
| 1996-1997       | Napoli          | A               | 32         | 0          | CI              | 7               | 0               | -                  | -                  | -                  | 39     | 0      |
| 1997-1998       | Napoli          | A               | 30         | 0          | CI              | 3               | 0               | -                  | -                  | -                  | 33     | 0      |
| 1998-1999       | Napoli          | B               | 24         | 0          | CI              | 2               | 0               | -                  | -                  | -                  | 26     | 0      |
| 1999-2000       | Napoli          | B               | 10         | 0          | CI              | 7               | 0               | -                  | -                  | -                  | 11     | 0      |
| 2000-2001       | Napoli          | A               | 30         | 0          | CI              | 2               | 0               | -                  | -                  | -                  | 32     | 0      |
| 2001-2002       | Reggina         | B               | 9          | 0          | CI              | 2               | 0               | -                  | -                  | -                  | 11     | 0      |
| 2002-2003       | Napoli          | B               | 25         | 1          | CI              | 2               | 1               | -                  | -                  | -                  | 27     | 2      |
| Totale Napoli   | Totale Napoli   | Totale Napoli   | 178        | 1          |                 | 23              | 1               |                    |                    |                    | 201    | 2      |
| 2003-2004       | Genoa           | B               | 32         | 0          | CI              | 1               | 0               | -                  | -                  | -                  | 33     | 0      |
| 2004-2005       | Genoa           | B               | 14         | 0          | CI              | 1               | 0               | -                  | -                  | -                  | 15     | 0      |
| 2005-2006       | Genoa           | C1              | 27+4       | 4          | CI-C            | ?               | ?               | -                  | -                  | -                  | 31+    | 4+     |
| Totale Genoa    | Totale Genoa    | Totale Genoa    | 77         | 4          |                 | 2+              | 0+              |                    |                    |                    | 79+    | 4+     |
| 2006-2007       | Perugia         | C1              | 23         | 2          | CI+CI-C         | 1+?             | 0+?             | -                  | -                  | -                  | 24+    | 1+     |
| 2007-2008       | Lugano          | CL              | 23         | 0          | CS              | 2               | 0               | -                  | -                  | -                  | 25     | 0      |
| 2008-2009       | San Marino      | LP2             | 15         | 2          | CI-LP           | ?               | ?               | -                  | -                  | -                  | 15+    | 2+     |
| 2009-2010       | San Marino      | LP2             | 28         | 1          | CI-LP           | ?               | ?               | -                  | -                  | -                  | 28+    | 1+     |
| 2010-2011       | Juvenes/Dogana  | CD              | ?          | ?          | CT              | ?               | ?               | -                  | -                  | -                  | ?      | ?      |
| Totale Carriera | Totale Carriera | Totale Carriera | 450        | 13         |                 | 31+             | 1+              |                    | 1                  | 0                  | 482+   | 14+    |

### Statistiche da allenatore
Statistiche aggiornate al 17 maggio 2025.
| Stagione        | Squadra         | Campionato      | Campionato | Campionato | Campionato | Campionato | Coppe nazionali | Coppe nazionali | Coppe nazionali | Coppe nazionali | Coppe nazionali | Coppe continentali | Coppe continentali | Coppe continentali | Coppe continentali | Coppe continentali | Altre coppe | Altre coppe | Altre coppe | Altre coppe | Altre coppe | Totale | Totale | Totale | Totale | % Vittorie | Piazzamento        |
| Stagione        | Squadra         | Comp            | G          | V          | N          | P          | Comp            | G               | V               | N               | P               | Comp               | G                  | V                  | N                  | P                  | Comp        | G           | V           | N           | P           | G      | V      | N      | P      | %          | Piazzamento        |
| --------------- | --------------- | --------------- | ---------- | ---------- | ---------- | ---------- | --------------- | --------------- | --------------- | --------------- | --------------- | ------------------ | ------------------ | ------------------ | ------------------ | ------------------ | ----------- | ----------- | ----------- | ----------- | ----------- | ------ | ------ | ------ | ------ | ---------- | ------------------ |
| 2014-2015       | Sestri Levante  | D               | 38+5       | 22+5       | 12         | 4          | CI-D            | 2               | 1               | 1               | 0               | -                  | -                  | -                  | -                  | -                  | -           | -           | -           | -           | -           | 45     | 28     | 13     | 4      | 62,22      | 2º                 |
| 2015-mar. 2016  | Lucchese        | LP              | 10         | 1          | 3          | 6          | CI+ CI-C        | 1+0             | 0+0             | 0+0             | 1+0             | -                  | -                  | -                  | -                  | -                  | -           | -           | -           | -           | -           | 11     | 1      | 3      | 7      | &9,09      | Eson., Sub., Eson. |
| 2016-2017       | Imolese         | D               | 34+2       | 18+1       | 9+1        | 7          | CI-D            | 2               | 1               | 1               | 0               | -                  | -                  | -                  | -                  | -                  | -           | -           | -           | -           | -           | 38     | 20     | 11     | 7      | 52,63      | 2º                 |
| lug.-dic. 2019  | Trapani         | B               | 16         | 3          | 4          | 9          | CI              | 2               | 1               | 0               | 1               | -                  | -                  | -                  | -                  | -                  | -           | -           | -           | -           | -           | 18     | 4      | 4      | 10     | 22,22      | Eson.              |
| mar.-giu. 2021  | Catania         | C               | 7+1        | 5          | 1          | 1+1        | CI              | -               | -               | -               | -               | -                  | -                  | -                  | -                  | -                  | -           | -           | -           | -           | -           | 8      | 5      | 1      | 2      | 62,50      | Sub. 6º            |
| 2021-apr. 2022  | Catania         | C               | [ 56 ]     | -          | -          | -          | CI-C            | 2               | 1               | 0               | 1               | -                  | -                  | -                  | -                  | -                  | -           | -           | -           | -           | -           | 2      | 1      | 0      | 1      | 50,00      | Escl.              |
| Totale Catania  | Totale Catania  | Totale Catania  | 8          | 5          | 1          | 2          |                 | 2               | 1               | 0               | 1               |                    | -                  | -                  | -                  | -                  |             | -           | -           | -           | -           | 10     | 6      | 1      | 3      | 60,00      |                    |
| apr.-giu. 2022  | Vicenza         | B               | 4+2        | 3+1        | 0          | 1+1        | CI              | -               | -               | -               | -               | -                  | -                  | -                  | -                  | -                  | -           | -           | -           | -           | -           | 6      | 4      | 0      | 2      | 66,67      | Sub. 17º (retr.)   |
| lug.-nov. 2022  | Vicenza         | C               | 12         | 5          | 2          | 5          | CI-C            | 2               | 2               | 0               | 0               | -                  | -                  | -                  | -                  | -                  | -           | -           | -           | -           | -           | 14     | 7      | 2      | 5      | 50,00      | Eson.              |
| Totale Vicenza  | Totale Vicenza  | Totale Vicenza  | 18         | 9          | 2          | 7          |                 | 2               | 2               | 0               | 0               |                    | -                  | -                  | -                  | -                  |             | -           | -           | -           | -           | 20     | 11     | 2      | 7      | 55,00      |                    |
| lug.-dic. 2023  | Perugia         | C               | 18         | 7          | 9          | 2          | CI-C            | 2               | 1               | 0               | 1               | -                  | -                  | -                  | -                  | -                  | -           | -           | -           | -           | -           | 20     | 8      | 9      | 3      | 40,00      | Eson.              |
| feb.-giu. 2024  | Trento          | C               | 13+1       | 6          | 5          | 2+1        | CI-C            | -               | -               | -               | -               | -                  | -                  | -                  | -                  | -                  | -           | -           | -           | -           | -           | 14     | 6      | 5      | 3      | 42,86      | Sub., 10º          |
| lug.-ott. 2024  | Lecco           | C               | 11         | 4          | 3          | 4          | CI-C            | 1               | 0               | 0               | 1               | -                  | -                  | -                  | -                  | -                  | -           | -           | -           | -           | -           | 12     | 4      | 3      | 5      | 33,33      | Eson.              |
| feb.-giu. 2025  | SPAL            | C               | 13+2       | 2+1        | 5          | 6+1        | CI-C            | -               | -               | -               | -               | -                  | -                  | -                  | -                  | -                  | -           | -           | -           | -           | -           | 15     | 3      | 5      | 7      | 20,00      | Sub., 17º          |
| Totale carriera | Totale carriera | Totale carriera | 189        | 84         | 54         | 51         |                 | 14              | 7               | 2               | 5               |                    | -                  | -                  | -                  | -                  |             | -           | -           | -           | -           | 203    | 91     | 56     | 56     | 44,83      |                    |

## Palmarès

### Giocatore

#### Club

##### Competizioni giovanili
- Campionato Primavera: 1

Juventus: 1993-1994
- Torneo di Viareggio: 1

Juventus: 1994

##### Competizioni nazionali
- Coppa Titano: 1

Juvenes/Dogana: 2010-2011

### Allenatore

#### Club

##### Competizioni giovanili
- Campionato Nazionale Under-17: 1

Roma: 2017-2018
- Supercoppa Under-17: 1

Roma: 2018